# حصن امطيري

تعديل مصدري - تعديل

حصن امطيري هي إحدى قرى عزلة جعار بمديرية خنفر التابعة لمحافظة أبين، بلغ تعداد سكانها 225 نسمة حسب تعداد اليمن لعام 2004.